# Virginia Slims of Chicago
Virginia Slims of Chicago – kobiecy turniej tenisowy organizowany w latach 1971–1997 w Chicago w Illinois w Stanach Zjednoczonych. Przez 27 lat rozgrywania turnieju nosił on trzy różne nazwy. Największą gwiazdą turnieju była Martina Navrátilová, która czternaście razy grała w finale rozgrywek singlowych, wygrywając dwanaście tytułów. W grze podwójnej dziesięć razy wystąpiła w decydującym meczu, odnosząc siedem zwycięstw.

## Historia nazw turnieju
| Rok       | Nazwa                         |
| 1971–1978 | Virginia Slims of Chicago     |
| 1979-1982 | Avon Championships of Chicago |
| 1983–1994 | Virginia Slims of Chicago     |
| 1995–1997 | Ameritech Cup                 |

## Mecze finałowe

### Gra pojedyncza
| Rok  | Mistrzyni                  | Finalistka                 | Wynik                      |
| ---- | -------------------------- | -------------------------- | -------------------------- |
| 1971 | Françoise Durr             | Billie Jean King           | 6:4, 6:2                   |
| 1972 | Turniej nie był rozgrywany | Turniej nie był rozgrywany | Turniej nie był rozgrywany |
| 1973 | Margaret Court             | Billie Jean King           | 6:2, 4:6, 6:4              |
| 1974 | Virginia Wade              | Rosie Casals               | 2:6, 6:4, 6:4              |
| 1975 | Margaret Court             | Martina Navrátilová        | 6:3, 3:6, 6:2              |
| 1976 | Evonne Goolagong Cawley    | Virginia Wade              | 3:6, 6:3, 6:2              |
| 1977 | Chris Evert                | Margaret Court             | 6:1, 6:3                   |
| 1978 | Martina Navrátilová        | Evonne Goolagong Cawley    | 6:7(4), 6:2, 6:2           |
| 1979 | Martina Navrátilová        | Tracy Austin               | 6:3, 6:4                   |
| 1980 | Martina Navrátilová        | Chris Evert-Lloyd          | 6:4, 6:4                   |
| 1981 | Martina Navrátilová        | Hana Mandlíková            | 6:4, 6:2                   |
| 1982 | Martina Navrátilová        | Wendy Turnbull             | 6:4, 6:1                   |
| 1983 | Martina Navrátilová        | Andrea Jaeger              | 6:3, 6:2                   |
| 1984 | Pam Shriver                | Barbara Potter             | 7:6(4), 2:6, 6:3           |
| 1985 | Bonnie Gadusek             | Kathy Rinaldi              | 6:1, 6:3                   |
| 1986 | Martina Navrátilová        | Hana Mandlíková            | 7:5, 7:5                   |
| 1987 | Martina Navrátilová        | Natalla Zwierawa           | 6:1, 6:2                   |
| 1988 | Martina Navrátilová        | Chris Evert                | 6:2, 6:2                   |
| 1989 | Zina Garrison              | Łarysa Sawczenko           | 6:3, 2:6, 6:4              |
| 1990 | Martina Navrátilová        | Manuela Maleewa-Fragnière  | 6:3, 6:2                   |
| 1991 | Martina Navrátilová        | Zina Garrison-Jackson      | 6:1, 6:2                   |
| 1992 | Martina Navrátilová        | Jana Novotná               | 7:6(4), 4:6, 7:5           |
| 1993 | Monica Seles               | Martina Navrátilová        | 3:6, 6:2, 6:1              |
| 1994 | Natalla Zwierawa           | Chanda Rubin               | 6:3, 7:5                   |
| 1995 | Magdalena Maleewa          | Lisa Raymond               | 7:5, 7:6(2)                |
| 1996 | Jana Novotná               | Jennifer Capriati          | 6:4, 3:6, 6:1              |
| 1997 | Lindsay Davenport          | Nathalie Tauziat           | 6:0, 7:5                   |

### Gra podwójna
| Rok  | Mistrzynie                           | Finalistki                                  | Wynik                      |
| ---- | ------------------------------------ | ------------------------------------------- | -------------------------- |
| 1971 | Judy Tegart Françoise Durr           | Rosie Casals Billie Jean King               | 6:4, 7:6                   |
| 1972 | Turniej nie był rozgrywany           | Turniej nie był rozgrywany                  | Turniej nie był rozgrywany |
| 1973 | Rosie Casals Billie Jean King        | Karen Krantzcke Betty Stöve                 | 6:4, 6:2                   |
| 1974 | Chris Evert Billie Jean King         | Françoise Durr Betty Stöve                  | 3:6, 6:4, 6:4              |
| 1975 | Chris Evert Martina Navrátilová      | Margaret Court Olga Morozowa                | 6:2, 7:6(1)                |
| 1976 | Olga Morozowa Virginia Wade          | Evonne Goolagong Cawley Martina Navrátilová | 6:7(4), 6:4, 6:4           |
| 1977 | Rosie Casals Chris Evert             | Margaret Court Betty Stöve                  | 6:3, 6:4                   |
| 1978 | Betty Stöve Evonne Goolagong Cawley  | Rosie Casals JoAnne Russell                 | 6:1, 6:4                   |
| 1979 | Rosie Casals Betty Ann Grubb Stuart  | Ilana Kloss Greer Stevens                   | 3:6, 7:5, 7:5              |
| 1980 | Billie Jean King Martina Navrátilová | Sylvia Hanika Kathy Jordan                  | 6:3, 6:4                   |
| 1981 | Martina Navrátilová Pam Shriver      | Barbara Potter Sharon Walsh                 | 6:3, 6:1                   |
| 1982 | Martina Navrátilová Pam Shriver      | Rosie Casals Wendy Turnbull                 | 7:5, 6:4                   |
| 1983 | Martina Navrátilová Pam Shriver      | Kathy Jordan Anne Smith                     | 6:1, 6:2                   |
| 1984 | Billie Jean King Sharon Walsh        | Barbara Potter Pam Shriver                  | 5:7, 6:3, 6:3              |
| 1985 | Kathy Jordan Elizabeth Smylie        | Elise Burgin JoAnne Russell                 | 6:2, 6:2                   |
| 1986 | Claudia Kohde-Kilsch Helena Suková   | Steffi Graf Gabriela Sabatini               | 6:7(5), 7:6(5), 6:3        |
| 1987 | Claudia Kohde-Kilsch Helena Suková   | Zina Garrison Lori McNeil                   | 6:4, 6:3                   |
| 1988 | Lori McNeil Betsy Nagelsen           | Łarysa Sawczenko Natalla Zwierawa           | 6:4, 3:6, 6:4              |
| 1989 | Łarysa Sawczenko Natalla Zwierawa    | Jana Novotná Helena Suková                  | 6:3, 2:6, 6:3              |
| 1990 | Martina Navrátilová Anne Smith       | Arantxa Sánchez Vicario Nathalie Tauziat    | 6:7(9), 6:4, 6:3           |
| 1991 | Gigi Fernández Jana Novotná          | Martina Navrátilová Pam Shriver             | 6:2, 6:4                   |
| 1992 | Martina Navrátilová Pam Shriver      | Katrina Adams Zina Garrison-Jackson         | 6:4, 7:6(7)                |
| 1993 | Katrina Adams Zina Garrison-Jackson  | Amy Frazier Kimberly Po                     | 7:6(7), 6:3                |
| 1994 | Gigi Fernández Natalla Zwierawa      | Manon Bollegraf Martina Navrátilová         | 6:3, 3:6, 6:4              |
| 1995 | Gabriela Sabatini Brenda Schultz     | Marianne Werdel Tami Whitlinger-Jones       | 5:7, 7:6(4), 6:4           |
| 1996 | Lisa Raymond Rennae Stubbs           | Angela Lettiere Nana Miyagi                 | 6:1, 6:1                   |
| 1997 | Alexandra Fusai Nathalie Tauziat     | Lindsay Davenport Monica Seles              | 6:3, 6:2                   |